# Videgha Mathava
Videgha Mathava (Sanskriet: videgha māthava, devanagari: विदेघ माथव) is een in de Vedische tekst Shatapatha-Brahmana genoemde leider van een Indo-Arisch sprekende stam die met behulp van de vuurgod Agni zijn stam oostwaarts door de Gangesvlakte in het noorden van India zou hebben geleid. 
De Shatapatha-Brahmana meldt dat Mathava's stam aanvankelijk aan de Sarasvati leefde, in het westen van India. Mathava zou bij zijn trek naar Videha begeleid zijn door Gautama Rahugana en leidde zijn mensen naar de destijds dicht begroeide Gangesvlakte in het oosten. De vuurgod Agni brandde een pad door het oerwoud, waarover Mathava volgde. Alle rivieren die de god op zijn pad aantrof deed hij opdrogen, maar de brede Sadanira (de huidige Gandak die de grens tussen de Indiase deelstaten Uttar Pradesh en Bihar vormt) bleek een onneembare horde. Dit was bovendien de grens van het gebied dat geschikt werd geacht als woonplaats voor de brahmaanse priesters. Het oosten was nog onrein, aangezien de vuurgod het land nog niet had platgebrand en daarmee ritueel gereinigd. Daarom droeg de god Mathava op hem over de rivier heen te dragen. Aan de overkant brandde hij de begroeiing weg, zodat de stam zich daar kon vestigen. In latere tijden vormde de Sadanira de grens tussen de koninkrijken Koshala en Videha. Het laatste was genoemd naar het legendarische stamhoofd dat als stichter beschouwd werd.
Het is onzeker of Mathava een historische personage was, maar als dit zo is moet hij rond 900-800 v.Chr. geleefd hebben. De vertelling is historisch van belang, omdat ze laat zien hoe de moerassen en oerwouden van het noorden van India in cultuur gebracht werden in de late bronstijd en vroege ijzertijd. Het verhaal bevestigt de oostwaartse richting van de migratie en laat zien dat vuur gebruikt werd om het land geschikt te maken voor de landbouw en veeteelt.
Gautama Rahugana was zeker geen historisch persoon ten tijde van deze trek naar het oosten, aangezien dit een purohita was uit de veel vroegere tijd van de Rigveda. De stichtingsmythe werd dan gebruikt om de trek naar onreine gebieden die tot dan toe niet tot Aryavarta behoorden te legitimeren en om de status te verhogen.